# Cryptops sutteri
Cryptops sutteri är en mångfotingart som beskrevs av Würmli 1972. Cryptops sutteri ingår i släktet Cryptops och familjen Cryptopidae. Inga underarter finns listade i Catalogue of Life.